# Pavé tactile
« Trackpad » redirige ici. Ne pas confondre avec Trackpoint ni Trackball.

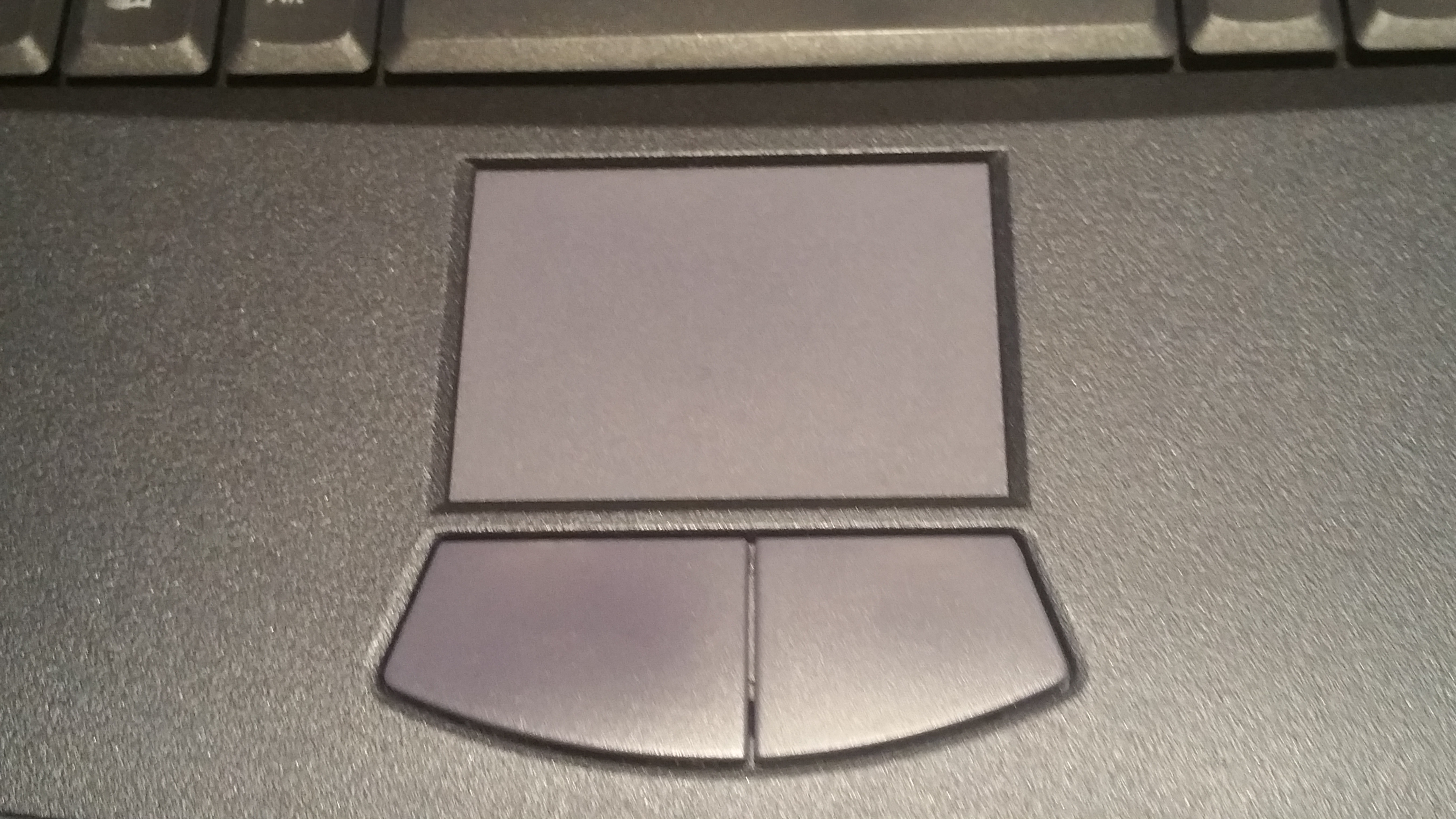
Un pavé tactile.

Le pavé tactile,, parfois appelé touchpad ou trackpad, est un dispositif de pointage utilisé principalement sur les ordinateurs portables en remplacement d'une souris. Selon la Smart Computing Encyclopedia, le pavé tactile a été inventé par George E. Gerpheide en 1988. Gerpheide décrit son invention, avec le numéro de brevet 5305017, comme des « méthodes et appareils pour la saisie des données ».

## Invention
Le pavé tactile a été inventé par George E. Gerpheide, un docteur en informatique américain, en 1988. Son objectif était de créer un dispositif de pointage adapté à l'interface graphique d'un Macintosh ne demandant pas d'éloigner conséquemment les mains du clavier.
Après avoir utilisé pendant 20 ans un PC IBM avec le système DOS, sans interface graphique, et dont les seules interactions se faisaient donc avec le clavier, il ne trouvait en effet pas confortable d’éloigner ses mains de ce clavier auquel il était habitué pour manipuler la souris. C'est pour résoudre ce problème que le pavé tactile fut créé, permettant de manipuler une interface graphique du bout des doigts en gardant les mains proches du clavier.
Le pavé tactile a été conçu pour être fixe (contrairement à la souris que l'on déplace lors de son utilisation), plus simple et plus confortable à utiliser qu’une souris (mains proches du clavier, doigts sur une surface lisse), bien que les retours des utilisateurs montrent que ces derniers objectifs n’ont pas été atteints.

## Utilisation

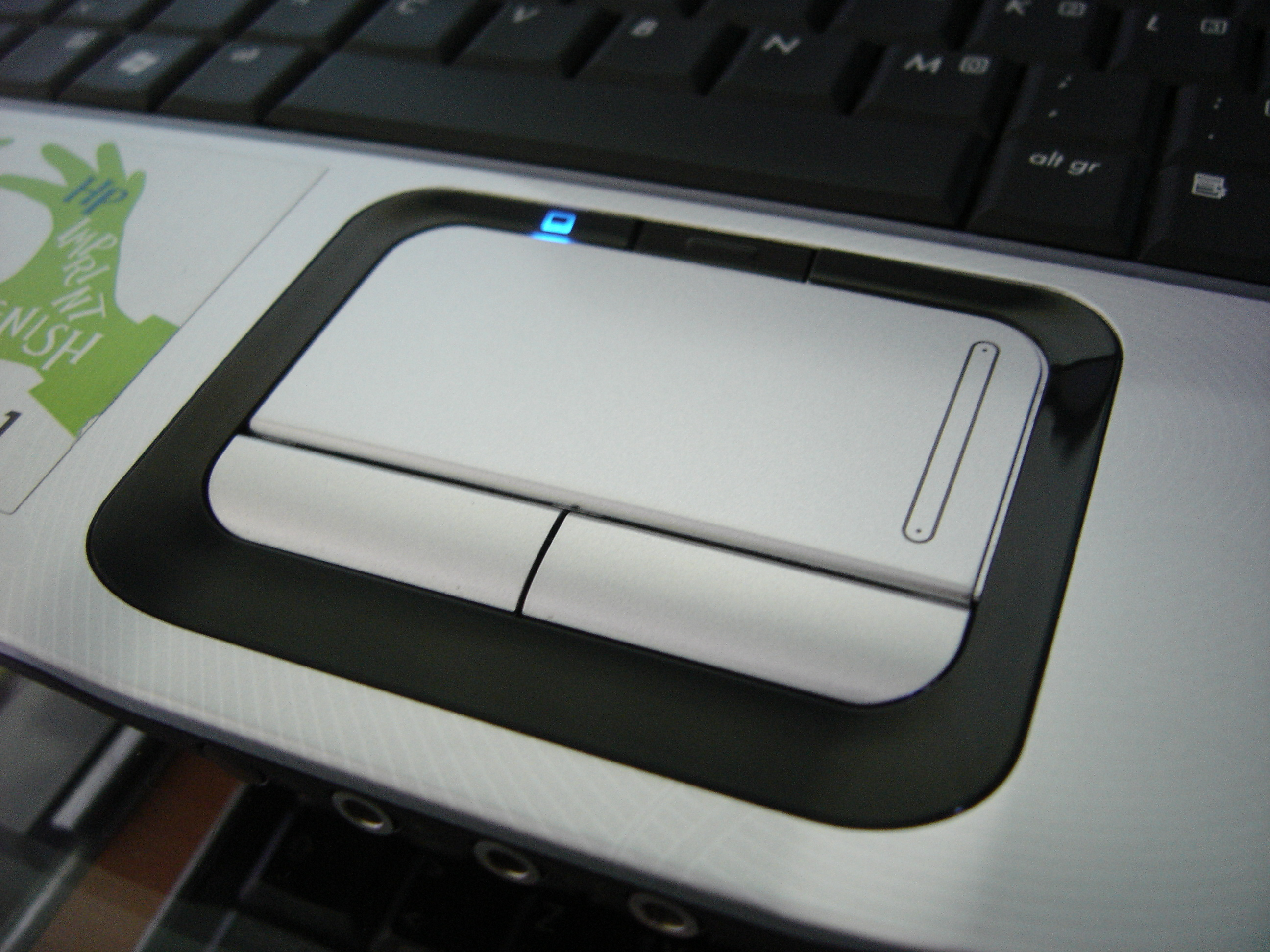
Pavé tactile, avec une zone de défilement.

Le pavé tactile permet, tout comme la souris, de contrôler le pointeur d'une interface graphique. Il est maintenant utilisé par défaut sur tous les ordinateurs portables.

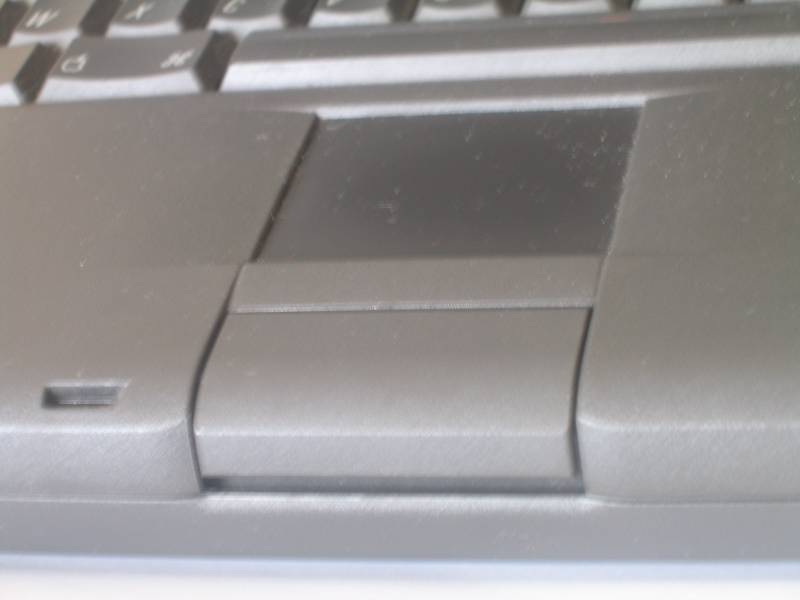
Pavé tactile d'un Macintosh PowerBook 5300 (1995).

Le pavé tactile fonctionne comme un dispositif de pointage relatif. Il n'existe pas de relation entre la position du doigt et celle du curseur à l’écran. Cependant, certains fabricants mettent à disposition des API permettant aux programmeurs de connaître la position absolue du doigt, ainsi que la pression exercée. Par exemple, Apple, profitant du fait qu’il est à la fois fabricant d’ordinateurs, des systèmes tournant sur ces ordinateurs et des outils (comme les API) pour les développeurs créant des programmes pour ces ordinateurs, propose les API Force Touch. Celles-ci permettent au programme de connaître la pression exercée par l’utilisateur sur le pavé, de distinguer plusieurs types de clics en fonction de la pression (clic doux, clic fort), et de fournir un retour haptique à l’utilisateur, afin qu’il sente, par exemple, si l’action qu’il est en train d’effectuer est autorisée par le programme en fonction du feedback haptique qu'il ressent lorsqu'il effectue cette action.
Les boutons au-dessus ou au-dessous du pavé tactile servent de boutons de souris.
Certains pavés tactiles offrent des zones réservées, pouvant servir à différentes fonctions, par exemple pour faire défiler les barres de défilement (comme la roulette d'une souris).
Les pavés tactiles Synaptics (utilisés avec le bon pilote) réservent ainsi le bord droit du pavé au défilement vertical et la partie au-dessus du bord inférieur au défilement horizontal (même si aucun symbole ne l'indique sur le pavé tactile de l'utilisateur).
Certains pavés tactiles peuvent aussi émuler le clic de la souris en tapant sur leur surface.
Il est également possible d'effectuer des clics des 3 boutons de souris en appuyant sur la surface (exemple avec Linux et le driver Synaptics) :
- clic gauche → taper avec un doigt ;
- clic milieu → taper avec deux doigts ;
- clic droit → taper avec trois doigts.

Certains modèles de pavé tactile, utilisés avec un système adapté au modèle, souvent celui fourni avec le matériel (ex : macOS pour un pavé Apple), permettent à l'utilisateur d'effectuer un panel d'action beaucoup plus large que ce qui est possible avec une souris (défilement à 2 doigts, gestes à 3 ou 4 doigts...), mais les utilisateurs tendent à préférer l'utilisation d'une souris à celle d'un pavé tactile. Ils sont en effet plus performants (plus rapides, tout en faisant autant d’erreurs) et trouvent que l’expérience est plus intuitive lorsqu’ils utilisent la souris plutôt que le pavé tactile. Seule une minorité de gestes Windows (edge-swipe gestures) sont considérés comme plus simples à effectuer avec un pavé tactile. Ce dernier reste cependant très utilisé sur les ordinateurs portables : ceci est surtout dû au fait qu'ils sont intégrés dans la majorité de ces ordinateurs, restant donc la solution par défaut des utilisateurs qui ne veulent pas transporter ou acheter un autre dispositif de pointage.
Lors de l'utilisation d'un pavé tactile, les mouvements effectués sont moins amples que ceux effectués lors de l'utilisation d'une souris. La posture est donc plus naturelle, mais aussi plus statique, ce qui contribue à augmenter le stress biomécanique au niveau des muscles. C'est pourquoi il est recommandé de préférer l'utilisation d'une souris à celle d'un pavé tactile lors d'une utilisation prolongée.

## Fonctionnement
On dirige le pointeur en déplaçant le doigt sur une surface sensible. La surface du pavé tactile varie, mais dépasse rarement 50 cm².
La plupart des pavés tactiles utilisent une propriété physique nommée capacité électrique : quand deux corps conduisant l'électricité sont très proches l'un de l'autre sans se toucher, leurs champs électriques interagissent pour former une certaine capacité. La surface du pavé tactile est composée d'un maillage d'électrodes métalliques conductives et le doigt étant lui aussi un conducteur électrique, chaque contact sur la couche de protection du pavé tactile crée une capacité ; le doigt n'entre pas directement en contact avec la surface conductrice grâce à la couche de protection mais il en est très proche.
Afin de détecter la capacité générée, des capteurs capacitifs sont placés sur les axes horizontaux et verticaux de la surface pour former un maillage. La position du doigt est déterminée par la combinaison de la position des capteurs dont la capacité augmente.
Le fait que les corps en contact doivent être conducteurs explique que l'on ne puisse pas utiliser un pavé tactile avec un stylo ou un gant. Des doigts moites pourront aussi empêcher la conduction. Par contre, cela fonctionnera si l'on tient un objet conducteur de la grosseur d'un doigt (le champ généré doit être suffisamment important pour être détecté).
La pression exercée par le doigt est aussi détectée par certains pavés tactiles, soit par le biais de capteurs de pression indépendants (ce qui est plutôt rare, mais offre l'avantage de permettre au pavé tactile de fonctionner avec des corps non-conducteurs, comme un stylet), soit en analysant le nombre d'électrodes « activées ». En effet, plus la pression est forte, plus le doigt s'aplatit sur le pavé tactile, activant un plus grand nombre d'électrodes.